# Műtői előkészületek

## Aszepszis és antiszepszis
Aszepszis: olyan módszerek, amelyekkel a kórokozók a betegtől távol tarthatóak.
Antiszepszis: olyan módszerek, amelyek a beteg szervezetében már jelen lévő kórokozók eliminálására irányulnak.

## Bemosakodás
Célja a kéz és az alkar bőrén lévő tranziens mikroflóra teljes, a reziduális mikroflóra részleges eliminációja, a maradék fixálása a bőr mélyebb rétegeiben.

### Hatóanyagok
- izopropil-alkohol
- etil-alkohol
- benzil-alkohol
- klórhexidin
- benzalkónium-klorid

### Követelmények
Legyen:
- baktericid
- virucid (HBV, HIV)
- fungicid
- sporocid

Képezzen védőréteget, legyen bőrkímélő, hatását más anyagokkal érintkezve is tartsa meg.

### Bemosakodás menete
1. Először szappanos kézmosást végzünk.
2. A szappant teljesen öblítjük a könyök irányába.
3. 5 ml bemosakodószer bedörzsölése, 1 perc várakozás, majd ismétlés, összesen 5-ször.

- Az egymás utáni periódusokban egyre közelebb végződjön a bedörzsölés a kézhez.
- A csapot és az adagolót csak könyökkel szabad érinteni.

## Műtői ruházat
Nem steril
- zsilipnadrág, zsiliping
- maszk
- sapka

Steril
- műtői köpeny
- kesztyű

### A beöltözés menete
- a steril köpeny a lábbal nyitható Schimmelbursch-dobozban van
- a köpeny külső oldalát nem érinthetjük
- a köpenyt a műtősnő segít feladni és megkötni (meg kell köszönni, ez azt is jelzi, hogy minden rendben)

### Kesztyűk felvétele
A kesztyű külső oldalát csak kesztyűvel szabad érinteni, kézzel csak a belsőt. A talcum nem kerülhet a betegre! Ezt a műtős szakasszisztens segít felvenni, ő a kesztyűt két oldalánál fogva széthúzza szélesen. Mi ezt először belülről belenyúlva húzzuk el, hogy a másik kezünk simán belecsúszhasson, majd a már kesztyűs kezünkkel kívülről tárjuk fel a kesztyűt a másik kezünk számára.

## Műtéti terület előkészítése

### Fertőtlenítés
- Lumniczerbe fogott gézbucira Betadine-t teszünk, és a fertőtlenítésre szánt terület mellől kiindulva koncentrikus körökben haladunk egyre távolabb, mindezt három alkalommal megismételve. Ügyelni kell arra, hogy mindig a műtéti területtől távolodva haladjunk a fertőtlenítéssel.

### Izolálás
Nagy (2) és kis (3) izolálásra szánt kendőket használunk. Egy nagy kerül fel a nagy műszerasztalra, egy nagy a beteg feje felől; két kicsit teszünk az izolálásra szánt terület mellé oldalról, és egy kicsit a Sonnenburg-asztalra. Ügyelni kell a kendők sterilen tartására, nem kerülhetnek az asztal szintje alá.

## Műtői viselkedés
- A műtét közben beszélni csak nagyon fontos esetben szabad (pl:elszakad a gumikesztyű)
- Csak a műtőssegéd kezelheti a telefont!
- Az orvosok beszélhetnek.